# Komo-Océan
Le département du Komo-Océan est un département du Gabon. Il a été promulgué par la loi 34/2005 portant érection du district de Ndzomoe en département dans la province de l'Estuaire. Le chef-lieu est la ville de Ndzomoe. Ce département est subdivisé en deux cantons : le canton Océan Gongoué et le canton Remboué Gongoué.